# Knaith
Knaith – wieś i civil parish w Anglii, w Lincolnshire, w dystrykcie West Lindsey. W 2011 civil parish liczyła 335 mieszkańców. Knaith jest wspomniana w Domesday Book (1086) jako Cheneide.